# Beaudéduit
 Beaudéduit  là một xã thuộc tỉnh Oise trong vùng Hauts-de-France phía bắc Pháp. Xã này nằm ở khu vực có độ cao trung bình 186 mét trên mực nước biển.
Thị trấn Beaudéduit có diện tích 3,72 ki lô mét vuông.